# Поморско войводство (Жечпосполита)
Поморското войводство (на полски: Województwo pomorskie, на латински: Palatinatus Pomeranensis) е административно-териториална единица в състава на Полското кралство и Жечпосполита. Административен център е град Скаршеви.
Войводството е създадено през 1466 година. Обхваща земи от историко-географската област Кралска Прусия. През 1764 година е разделено на десет повята – Гдански, Пицки, Кошчежински, Тчевски, Скаршевски, Новски, Швецки, Тухолски, Члуховски и Мираховски. В Сейма на Жечпосполита е представено от двама сенатори и двадесет депутата.
При първата подялба на Жечпосполита (1772) войводството е анексирано от Кралство Прусия.